# Гранити (Италия)
Гранѝти (на италиански и на сицилиански: Graniti) е село и община в Южна Италия, провинция Месина, автономен регион и остров Сицилия. Разположено е на 300 m надморска височина. Населението на общината е 1536 души (към 2011 г.).